# Ayanami (destroyer, 1929)
Pour les articles homonymes, voir Ayanami.
L'Ayanami (綾波) était un destroyer de classe Fubuki en service dans la Marine impériale japonaise pendant la Seconde Guerre mondiale.

## Historique
À sa mise en service, il rejoint avec ses sisters-ship Uranami, Shikinami et Isonami la 19e division de destroyers de la 2e flotte. À partir de 1937, durant la deuxième guerre sino-japonaise, l'Ayanami couvre le débarquement des forces japonaises à Shanghai et à Hangzhou. À partir de 1940, il patrouille et couvre les débarquements des forces japonaises dans le sud de la Chine.

### Service durant la Seconde Guerre mondiale
Au moment de l'attaque de Pearl Harbor, l'Ayanami est affecté à la 19e division (3e escadron de destroyers) de la 1re flotte, où il est déployé depuis le district naval de Kure, escortant les troupes japonaises pour des opérations de débarquements pendant la bataille de Malaisie.
Le 19 décembre, l'Ayanami coule le sous-marin hollandais HNLMS O 20 avec l'aide de ses navires jumeaux Uranami et Yūgiri, secourant 32 survivants.
Il fait partie de l'escorte des croiseurs lourds Suzuya, Kumano, Mogami et Mikuma déployés pour l'opération L. Lors de la mission, l'Ayanami subit des dégâts mineurs après avoir heurté un récif dans les îles Anambas, nécessitant un retour dans la baie de Cam Ranh (Indochine française) pour les réparations d'urgence. À la fin du mois de février, il assiste le Chōkai échoué au large de Saigon.
En mars, le destroyer prend part à l'opération T et à l'opération D, effectuant des patrouilles d'escorte au large de Port Blair pendant les raids japonais dans l'océan Indien. Les 13 et 22 avril, le destroyer accoste à Singapour et la baie de Camranh avant de rejoindre la base de Kure pour un entretien.
Les 4 et 5 juin, il participe à la bataille de Midway au sein de la flotte principale de l'amiral Isoroku Yamamoto. Au cours de la bataille des Salomon orientales le 24 août, l'Ayanami escorte le groupe de ravitaillement de la flotte jusqu'à Guadalcanal. Opérant à partir de Truk, le destroyer prend part à de nombreux « Tokyo Express » dans les îles Salomon en octobre et novembre.
Il prend part à la deuxième bataille navale de Guadalcanal les 14 et 15 novembre 1942, attaché à une force de reconnaissance sous le commandement du Contre-amiral Shintarō Hashimoto opérant à partir du croiseur léger Sendai. Au cours de la bataille, il prend part aux naufrages des USS Preston et USS Walke, endommage les USS Benham (sabordé après la bataille) et USS Gwin. Localisé et bombardé par l'USS Washington, l'équipage abandonne le navire après la perte de 27 des leurs. Trente marins, dont le commandant Sakuma, s'échappent dans un bateau vers Guadalcanal tandis que le reste est secouru par l'Uranami. Au même moment, le Washington envoie par le fond le cuirassé Kirishima. Plus tard dans la nuit, l'Uranami saborda d'une torpille l'Ayanami dérivant, qui coula peu après 02 h 00 dans le détroit d'Ironbottom.
Le destroyer est rayé des listes de la marine le 12 décembre 1942.

### Épave
À la fin de juillet 1992, l'archéologue marin Robert Duane Ballard mena une expédition dans le détroit, où il localise treize épaves nouvellement découvertes. Parmi elles se trouve celle de l'Ayanami, gisant à une profondeur d'environ 700 mètres au sud-est de l'île de Savo, à la position géographique 9° 10′ S, 159° 52′ E. La coque et la quille du navire semblent avoir été brisées par une explosion d'une torpille tribord juste derrière le pont; le navire repose en deux morceaux, poupe à la verticale, la proue tordu et couché sur le côté tribord.